# 城郊乡 (南召县)
城郊乡，是中华人民共和国河南省南阳市南召县下辖的一个乡镇级行政单位。

## 行政区划
城郊乡下辖以下地区：
大庄村、菜园村、罗坪村、杨树沟村、贾沟村、前庄村、阎沟村、秦老庄村、宋楼村、庙坡村、史庄村、背阴坡村、柴岗村、上店村、东庄村、北沟村、董店村和竹园沟村。